# Richard Elliot (saxofonist)
Richard Joel Elliot (Glasgow, 16 januari 1960) is een in Schotland geboren Amerikaanse jazzsaxofonist. Hij werd genomineerd voor een Grammy Award voor «Best Pop Instrumental Album» bij de 56e Grammy Awards voor Summer Horns.

## Biografie
Elliot begon als lid van de jazzrock-eenheid KittyHawk, speelde lyricon (een blaassynthesizer) en saxofoon en nam met hen verschillende albums op. Vervolgens werd hij lid van de funkband Tower of Power en speelde hij gedurende de jaren 1980 vijf jaar lang tenorsax. Dat werd gevolgd door een stint bij een lid van de Yellowjackets. Hij werkte ook aan Stacy Lattisaws album Take Me All the Way uit 1986. Zijn solocarrière begon toen hij de Percy Sledge-klassieker When a Man Loves a Woman opnieuw maakte, die ook opnieuw was gemaakt door Michael Bolton. Andere bekende nummers zijn In the Groove, Take Your Time, Crush, Chill Factor, Corner Pocket en Sly, evenals remakes van klassieke popsongs zoals I'm Not in Love  en de Luther Vandross-hits Here and Now en Your Secret Love.
Elliot nam samen met collega-saxofonisten Paul Taylor en Gerald Albright, evenals toetsenist Jeff Lorber, deel aan de concertreeks Grooving for Grover. De serie eerde de nalatenschap van wijlen Grover Washington jr. Elliot stond bekend om zijn gestreepte tenorsaxofoon. In 2011 stapte hij over van LA SAX Saxes naar Dakota Saxophones, die de eigenaar Peter LaPlaca verkocht voor Dakota. In 2005 sloot Elliot zich aan bij trompettist Rick Braun en richtte samen hun eigen label ARTizen Music Group op (nu bekend als Artistry Music). Een van de eerste albums op dat label is Elliots eigen Metro Blue. Elliot speelde de tekst op verschillende nummers op het album Mirage a Trois (1983) van de Yellowjackets.

## Discografie
- 1984: Initial Approach (ITI)
- 1986: Trolltown (Intima)
- 1988: The Power of Suggestion (Intima)
- 1989: Take to the Skies (Intima)
- 1990: What's Inside (Enigma)
- 1991: On the Town (Manhattan)
- 1993: Soul Embrace (Capitol/Manhattan)
- 1994: After Dark (Blue Note)
- 1996: City Speak (Blue Note)
- 1997: Jumpin' Off (Metro Blue)
- 1999: Chill Factor (Capitol/Blue Note)
- 2001: Crush (Verve/GRP)
- 2003: Ricochet (GRP)
- 2005: Metro Blue (Artizen)
- 2007: R n R (featuring Rick Braun) (Artizen)
- 2009: Rock Steady (Artistry Music)
- 2011: In the Zone (Artistry Music)
- 2014: Lip Service (Heads Up)
- 2016: Summer Madness (Hear Music)

- Bibliothèque nationale de France: cb139429823 (data)
- Gemeinsame Normdatei: 134575105
- International Standard Name Identifier: 0000 0001 0796 8127
- Library of Congress Control Number: no2001074950
- MusicBrainz: a64ccd0f-e26c-4c0a-bb91-5d9ad1a2dc84
- Virtual International Authority File: 2322149198288374940009